# Petra Albrecht
Petra Albrecht, geb. Petra Goslar (* 2. Oktober 1955 in Gotha) ist eine deutsche Juristin und studierte Agrarökonomin. Sie war Abgeordnete der ersten frei gewählten Volkskammer. Mittlerweile ist sie als Rechtsanwältin tätig.

## Leben
Albrecht wurde als Petra Goslar 1955 im thüringischen Gotha geboren. Sie ist die Tochter eines zu dieser Zeit in Thüringen stationierten Offiziers der Roten Armee und einer Polizistin der damaligen Deutschen Volkspolizei. Die Polytechnische und die Erweiterte Oberschule absolvierte Albrecht in Strausberg. Anschließend wurde sie 1974 zum Jurastudium an der Leipziger Karl-Marx-Universität zugelassen, welches sie 1978 als Diplom-Juristin abschloss. Danach wechselte sie an die
Akademie für Rechts- und Staatswissenschaft der DDR in Potsdam, wo sie bis 1985 als Juristin für Agrarrecht und Wissenschaftlerin für Agrarökonomie tätig war. In dieser Zeit wurde sie 1981 mit der Dissertation Rechtsfragen der Leitung des havelländischen Obstanbaugebietes als einem Produktionsgebiet der Land- und Nahrungsgüterwirtschaft zum Dr. jur. promoviert. Nach dem Wechsel an die Akademie der Landwirtschaftswissenschaften der DDR in Berlin wurde Albrecht 1988 auch noch zum Dr. sc. agr. promoviert. Während ihrer Zeit an der Akademie für Landwirtschaftswissenschaften war sie überdies als Dozentin an der Humboldt-Universität im Fach Agrarrecht für Studenten der Pflanzen- und Tierproduktion tätig. 1989 wechselte Albrecht als wissenschaftliche Oberassistentin an das Institut des ZK der SED für sozialistische Wirtschaftsführung und gesellschaftliche Entwicklung in der Landwirtschaft in Liebenwalde, wo sie bis März 1990 tätig war.
Im Januar 1990 gehörte Albrecht zu den Mitbegründern einer Initiativgruppe der PDS um Lothar Bisky und Marion Morgenstern, die sich mit Fragen über die Zukunft der Landwirtschaft der DDR beschäftigte. In diesem Zusammenhang nahm sie als Agrarrechtlerin auch am Zentralen Runden Tisch für die PDS teil, wo sie sich vor allem mit der Zukunft der LPG und den Fortbestand der Ergebnisse der Bodenreform beschäftigte. Dadurch geriet sie bei der Suche nach geeigneten Kandidaten für die erste freie Volkskammerwahl am 18. März 1990 auch verstärkt ins Blickfeld ihrer Partei. Letztendlich trat sie im Bezirk Potsdam auf Listenplatz 4 an und zog so in die Volkskammer ein. Im DDR-Parlament gehörte sie als bis dahin unbelastete PDS-Vertreterin dem Rechtsausschuss, dem Finanzausschuss und dem sogenannten Gauck-Ausschuss als Mitglied an.
Nachdem sie nicht zu den 144 Volkskammerabgeordneten gehörte, die ab dem 3. Oktober 1990 in den Bundestag einzogen, ließ sich Albrecht im Oktober 1990 als Rechtsanwältin im neuen Bundesland Brandenburg zulassen. Im November 1990 trat sie darüber hinaus aus der PDS aus. Im Februar 1991 zog Albrecht nach Frankfurt am Main, wo sie zunächst von Juni 1991 bis März 1995 für die Bau-Berufsgenossenschaft Frankfurt a.M im Bereich Berufskrankheiten tätig. Parallel dazu wurde sie ab 1992, zunächst nebenberuflich, am Landgericht Frankfurt am Main als Rechtsanwältin zugelassen. Seit 1995 ist Albrecht als Rechtsanwältin und Redakteurin des C.H. Beck Verlages tätig. Sie veröffentlicht dabei in verschiedenen Zeitschriften des Verlages. Seit 1999 engagiert sie sich ehrenamtlich in der Rechtsanwaltskammer Frankfurt am Main, seit 2004 ist sie Mitglied im Vorstand der zweitgrößten deutschen Rechtsanwaltskammer.